# Hickory Hiram
Hickory Hiram er en amerikansk stumfilm fra 1918 af Edwin Frazee.

## Medvirkende
- Stan Laurel som Hiram
- Teddy Sampson som Trixie
- Neal Burns som Neal
- Bartine Burkett